# آدام بهالا لاو
آدام بهالا لاو (انگلیسی: Adam Bhala Lough؛ زادهٔ ۹ مهٔ ۱۹۷۹) یک کارگردان اهل ایالات متحده آمریکا است. وی از سال ۲۰۰۲ میلادی تاکنون مشغول فعالیت بوده‌است
وی کارگردان فیلم‌هایی همچون جنگ‌افزار بوده است.